# Rodolphe II de Bade-Sausenberg
Rodolphe II de Bade-Sausenberg (né en 1301 - mort en 1352) fut margrave de Bade-Hachberg-Sausenberg de 1318 à 1352 conjointement avec son frère Othon de Bade Sausenberg

## Biographie
Rodolphe II de Bade-Sausenberg est le fils puiné du margrave Rodolphe Ier de
Bade-Hachberg-Sausenberg et de sa femme Agnès, l'héritière de Otto de Rötteln.  Après la mort de leur frère ainé Henri en 1318, Rodolphe II et son jeune frère Othon prennent le gouvernement de Rötteln et Sausenberg. Ils transfèrent le siège de leur pouvoir du château de Sausenburg au château de Rötteln. À l'automne de 1332 les troupes de la cité de Bâle assiègent le château de  Rötteln, parce que les frères ont poignardé le maire de Bâle. Le conflit ne se règle qu'après la médiation de la noblesse de la cité et du margraviat.

## Union et postérité

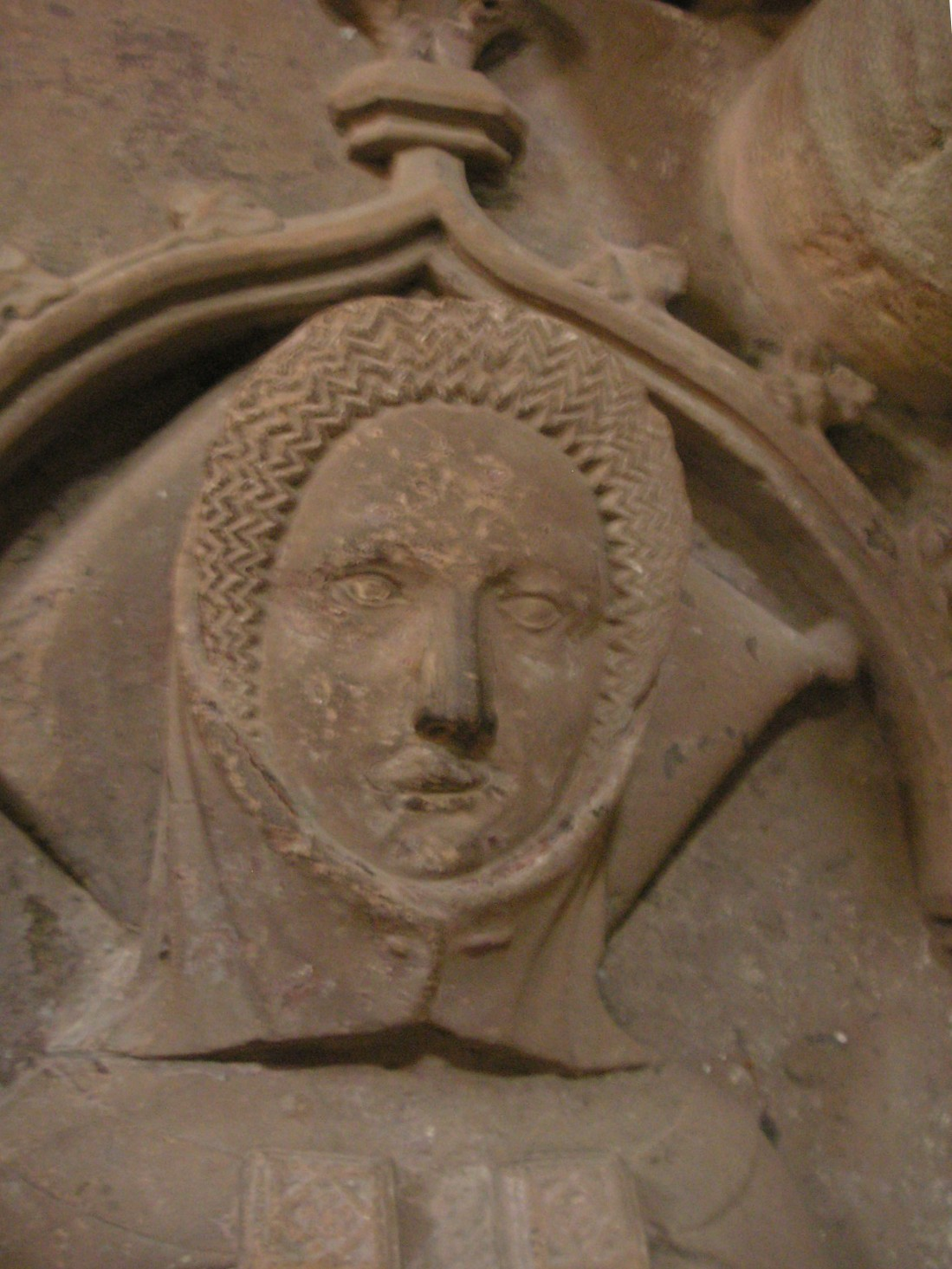
Catherine de Thierstein, épouse de Rodolphe II (Monastère de Bâle)

Rodolphe II épouse  Catherine, la fille de  Ulrich de Thierstein.  deux de leurs enfants apparaissent dans les sources:
- Rodolphe III, son successeur
- Agnès (morte vers 1405), épouse le Baron Burkhard II de Buchegg (mort après le 10 juin 1365)

## Sources
- Anthony Stokvis, Manuel d'histoire, de généalogie et de chronologie de tous les États du globe, depuis les temps les plus reculés jusqu'à nos jours, préf. H. F. Wijnman, éditions Brill Leyde 1890-1893, réédition 1966, Volume III, Chapitre VIII. « Généalogie de la Maison de Bade, I. »  tableau généalogique no 105.